# Morice Lipsi

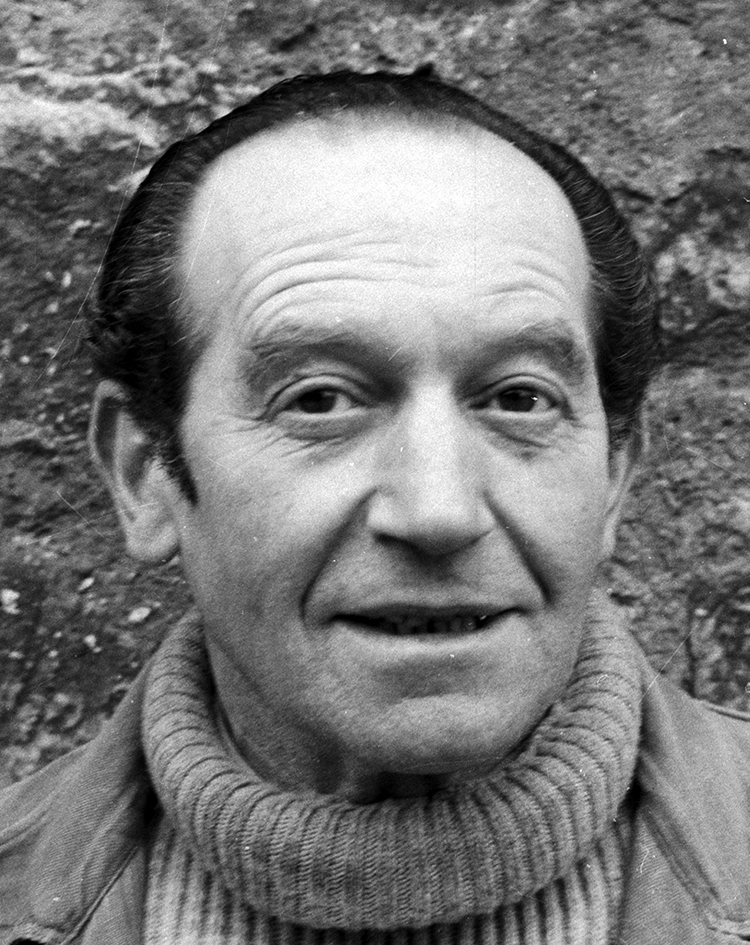
Morice Lipsi 1963

Morice Lipsi (* 29. April 1898 als Israel Moszek Lipchytz in Pabianice in der Nähe von Łódź, Kongresspolen, Russisches Kaiserreich; † 7. Juni 1986 in Küsnacht-Goldbach bei Zürich, Schweiz) war ein französischer Bildhauer polnisch-jüdischer Abstammung. In der Periode nach dem Zweiten Weltkrieg gehörte er zu den bedeutendsten Bildhauern abstrakter, monumentaler Steinskulpturen.

## Leben
Im Jahre 1912 verließ Morice Lipsi als vierzehnjähriger Junge seine polnische Heimat und zog zu seinem Bruder nach Paris. Er ließ sich in der Künstlerkolonie La Ruche nieder, wo viele internationale Künstler in dieser Zeit wie Marc Chagall, Chaim Soutine, Amedeo Modigliani, Ossip Zadkine, Guillaume Apollinaire und andere lebten. Im Jahr 1927 traf er in Paris die Schweizer Malerin Hildegard Weber (1901–2000); die beiden heirateten drei Jahre später. 1933 erhielt Lipsi die französische Staatsbürgerschaft und zog nach Chevilly-Larue bei Paris um. 1942 flüchtete er wegen seiner jüdische Herkunft in die Schweiz. Nach dem Krieg kehrte er wieder nach Chevilly-Larue zurück, wo er die nachfolgenden Jahrzehnte hauptsächlich lebte und arbeitete. 1983 wurde ihm wegen seiner besonderen Verdienste der Orden eines Kommandeurs der Künste und der Literatur (Commandeur de l’ordre des Arts et des Lettres) verliehen. 1984 ernannte ihn der französische Präsident François Mitterrand zum Ritter der Ehrenlegion. 1982 verlegte er seinen Wohnsitz nach Küsnacht-Goldbach bei Zürich, wo er 1986 starb.

## Künstlerische Entwicklung
|  |  |
|  |  |

### Junge Jahre und Zwischenkriegszeit
Schon in seiner frühesten Jugend zeigte Lipsi großes zeichnerisches Talent. Ab 1912 lernte er bei seinem viel älteren Bruder Samuel Lypchytz (1875–1942) in Paris das Fach eines Elfenbeinschnitzers. Ab 1916 studierte er für kurze Zeit an der École des Beaux-Arts in Paris. Danach experimentierte er hauptsächlich auf eigene Faust mit Bildhauwerken und entwickelte darin seinen eigenen Stil. Langsam stellten sich erste Erfolge ein. Im Jahr 1922 hatte er seine erste Einzelausstellung mit Elfenbeinskulpturen in der Galerie Hébrard in Paris. Es folgten bald weitere Ausstellungen in Paris, so bei der Galérie d’art contemporain (1927) und der Galerie Druet (1935). 1930 hatte er seine erste Ausstellung im Ausland, im Zürcher Kunstsalon von Dr. Störi. Im Jahre 1931 nahm er an der Internationalen Plastikausstellung im Zürcher Kunsthaus teil. Für die Pariser Weltausstellung 1937 wurde Lipsi mit der Gestaltung eines Giebelreliefs über dem Eingangsportal Pont Alexandre und eines Reliefs im Pavillon des Klubs der Architekten beauftragt.
In dieser frühen Schaffenszeit entstanden Figuren in Anlehnung an Auguste Rodin und Arbeiten mit einer Tendenz zum Art déco. Trotz freundschaftlicher Beziehungen zu Ossip Zadkine und Henri Laurens und Kontakten mit anderen Avantgardisten wie Alberto Giacometti, Constantin Brancusi und Fernand Léger blieb Lipsis Arbeit von der abstrakten Plastik vorderhand unberührt. Regelmäßig besuchte er zu Studienzwecken die Kathedrale von Chartres, auch zusammen mit Henri Laurens. Neben Elfenbeinfiguren entstanden Skulpturen aus Holz, Zement, Gips, Kalkstein, gebranntem Ton und Bronze. Während der ersten Kriegsjahre musste Lipsi sich in der Charente vor allem mit regionalen Aufträgen durchschlagen. Es betraf hauptsächlich Arbeiten mit religiösen Motiven, die in einer antikisierenden, streng figürlichen Formensprache gehalten waren. 1945 fand man Lipsi in der Kunsthalle Bern vereinigt mit Marino Marini, Germaine Richier und Fritz Wotruba.

### Periode nach dem Zweiten Weltkrieg

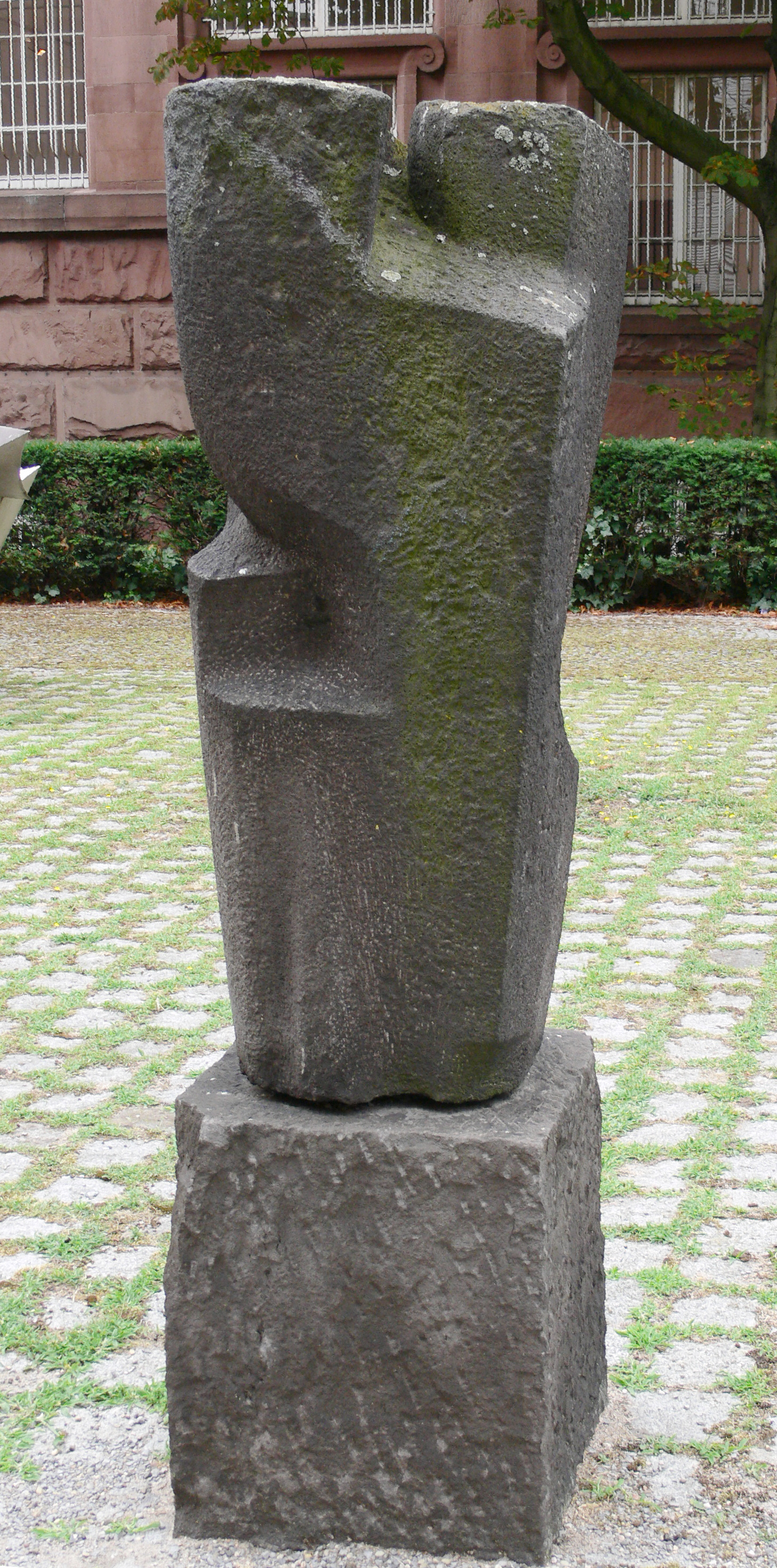
Tektonisch (1958) im Skulpturengarten der Kunsthalle Mannheim

Kurz nach dem Zweiten Weltkrieg erfuhr Lipsis skulpturales Schaffen eine Wende hin zur Abstraktion. Er schuf immer mehr abstrakte Steinskulpturen im Taille-directe-Verfahren, wobei die gewünschte Form direkt – ausschließlich von Hand – in den Stein gemeißelt wurde. Ab 1955 interessierte er sich speziell für die Arbeit in Lavagestein. Die Formate seiner neuen Werke tendierten zum Monumentalen. Diese neuen Werke sprachen ein ganz neues Publikum an und erfuhren international viel Beachtung. Es folgten zahllose Ausstellungen in Galerien und Kunstmuseen. 1959 nahm Lipsi an der documenta 2 in Kassel teil. Die Pariser Galerie Denise René organisierte eine Einzelausstellung für ihn. In den Jahren 1963, 1964 und 1967 nahm Lipsi teil an internationalen Bildhauersymposien in Japan, der Slowakei und in Frankreich (Vorsitz). Als Höhepunkt dieser Schaffenszeit waren die Werke Océanique I und die 12 m hohe Ouverture dans l’espace zu betrachten, die anlässlich der Olympischen Spiele in Tokio 1964 und in Grenoble 1968 einen ehrvollen Platz im öffentlichen Raum erhielten – in Tokio vor dem Olympischen Stadion, in Grenoble an der wichtigsten Zufahrtsstraße zur Stadt.
In den folgenden Jahren wurde Lipsi zum gefragten plastischen Gestalter des öffentlichen Raumes mit öffentlichen Aufträgen quer durch Frankreich, einem Staatsgeschenk Frankreichs an Island und Ankäufen in Deutschland und Israel. Lipsi zählte in der späteren Nachkriegszeit zu den wichtigsten Vertretern der Großplastik in Stein. Ab 1979 war Lipsi aus gesundheitlichen Gründen vorwiegend noch als Zeichner tätig. Nach seinem Tod fanden Werke von Morice Lipsi regelmäßig einen Platz in öffentlichen Ausstellungen von Galerien und Museen.

## Museen mit Werken von Morice Lipsi
Die beste Übersicht über den Werdegang und die Werke von Lipsi vermittelt die Sammlung Lipsi in Hadlikon-Hinwil in der Nähe von Zürich. Namhafte Museen in verschiedenen Ländern besitzen weitere Werke des Künstlers:
- Antwerpen, Middelheimmuseum;
- Bielefeld, Kunsthalle;
- Grenoble, Musée de Grenoble;
- Frankfurt, Museum für Moderne Kunst;
- Jerusalem, Museum Bezalel;
- Mannheim, Städtische Kunsthalle;
- Mexiko-Stadt, Museo de Ciudad;
- Paris, Centre Pompidou;
- Wien, Museum Moderner Kunst Stiftung Ludwig.

## Werke im öffentlichen Raum
Verschiedene der von Lipsi geschaffenen Werke befinden sich im öffentlichen Raum und können dort besichtigt werden.

### In Frankreich
- Paris, Parc Montsouris: Groupe de deux femmes, 1939.
- Kirche von Brillac (Charente): La vierge à l’enfant, 1941.
- Abzac (Charente), Place Morice Lipsi: Le berger et ses moutons, 1941.
- Kirche von Adriers (Vienne): L’Ange musicien, 1941.
- Chevilly-Larue (Val de Marne), Maison de la Culture: Dominante incise, 1957–58,

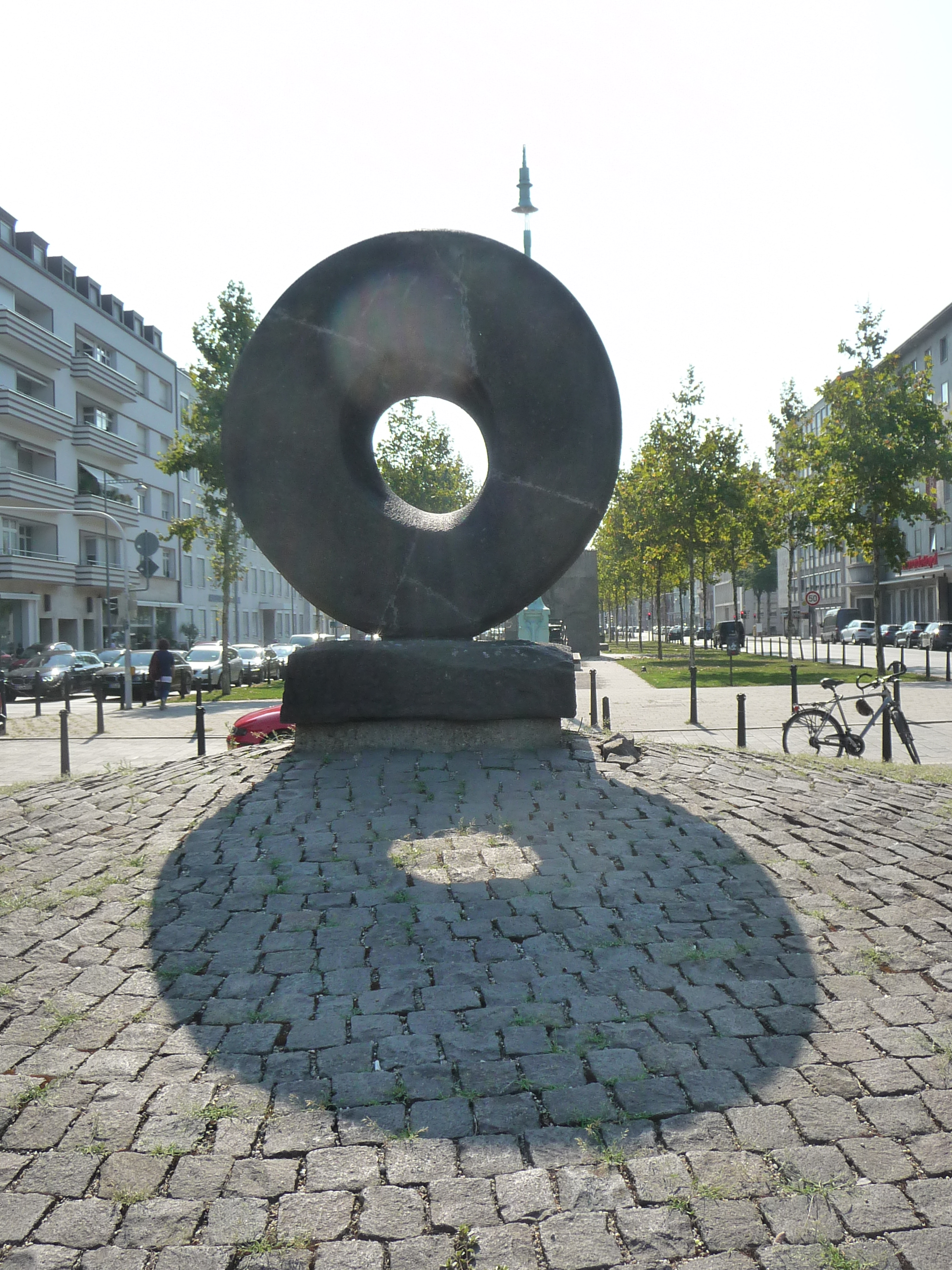
Das Rad (1964) auf dem Friedrichsplatz in Mannheim

- Port-Barcarès (Pyrénées-Orientales), Musée du sable: Atlantique, 1961,
- Ladiville (Charente): Saint Christophe, 1961–62.
- Nevers (Nièvre), Kirche Sainte-Bernadette-Banlay: Taufstein, zwei Altare, Tabernakel, 1966.
- Grenoble (Isère), Route de Lyon: Ouverture dans l’espace, colonne olympique, 1967.
- Grenoble (Isère), Universität St. Martin d’Hères: L’Adret, 1967.
- Marly-Frescaty (Moselle), Collège Jean-Mermoz: La percée-regard vers le haut, 1970–71.
- Chalon-sur-Saône (Saône et Loire), Maison de la culture: Sur pivot III, 1971.
- Lannion (Côtes-d’Armor), Lycée national: Dialogue de la tangente et de la verticale, 1971–72.
- Plan de Canjuers (Var), Militärcampus: Canjuers haut dans le ciel, 1972–74.
- Rostrenen (Côtes d’Armor), Collège d’E.T: Sculpture spatiale, 1974–75.
- Vitry-sur-Seine (Val de Marne), Fußgängerzone: Brunnenskulptur, 1975.
- Clouange-Vitry (Moselle), C.E.S: Clouange-Vitry, 1975.
- Montélimar (Drôme), Lycée d’E.T. (ch. des Catalins): Montélimar, haut dans le ciel, 1976.
- Grenoble (Isère), Park des Kunstmuseums: La grande vague, 1978.
- Chevilly-Larue (Val de Marne), Strassenkreisel Av. Ch. de Gaulle: Hieros, 2010 (Bronzeguss des Originals von 1963).

### Außerhalb Frankreichs
- Mannheim (Deutschland), Friedrichsplatz beim Wasserturm: Das Rad, 1960.
- Tokio (Japan), Olympiastadion: Océanique II, 1963.
- Vyšné Ružbachy (Slowakei): Au Tatra, 1966,
- Tel Aviv (Israël), Bd. Ben Gurion: La Kabbalistique, 1966.
- Querceta-Lucca (Italien), Freilichtmuseum: Rencontre dans l’espace, 1969.
- Reykjavík (Island), Place de France: Complexe en élévation II, 1969.